# Pedro de Luna y Vivero
Pedro de Luna y Vivero ( ¿? –1609), fue un noble y militar castellano.

## Orígenes familiares
Pedro de Luna y Vivero, caballero de la Orden de Santiago, fue hijo de Pedro de Luna y Rojas, I Señor de Carrascal y Castrojimeno, y de María de Vivero, hija del Conde de Fuensaldaña.

## Biografía
En 1605, Pedro de Luna y Vivero inició una reclamación judicial por el Condado de Fuentidueña contra Ana de Luna y Mendoza, II Condesa de Fuentidueña, por considerarse con mejor derecho para suceder a su primo, Antonio de Luna y Enríquez de Almansa, I Conde de Fuentidueña. El hecho de considerarse con mejor derecho a suceder que una heredera directa, por el simple hecho de ser varón, está inspirado en la sucesión de Álvaro de Luna y Manrique, IV Señor de Fuentidueña, donde un tío tuvo preferencia sobre su hermana.